# Belvès-de-Castillon
Belvès-de-Castillon è un comune francese di 327 abitanti situato nel dipartimento della Gironda nella regione della Nuova Aquitania.

## Società

### Evoluzione demografica
Abitanti censiti